# قرص (الضليعة)

'

تعديل مصدري - تعديل

قرص هي إحدى قرى عزلة الضليعة بمديرية الضليعة التابعة لمحافظة حضرموت، بلغ تعداد سكانها 72 نسمة حسب تعداد اليمن لعام 2004.